# Mission de l'OSCE en Croatie
La Mission de l'OSCE en Croatie était la mission de terrain de l'Organisation pour la sécurité et la coopération en Europe (OSCE) opérant en Croatie de juillet 1996 à décembre 2007. La mission est devenue la principale organisation internationale en Croatie après le départ des forces de l'ATNUSO de la Slavonie orientale, Baranja et Syrmie occidentale (en). La mission initiale devait durer jusqu'en 1999 et se composait de 280 membres du personnel international (dont 120 contrôleurs de police) et de 320 membres du personnel national déployés dans vingt bureaux locaux et trois centres de coordination régionaux, ainsi qu'au siège de Zagreb. Le premier mandat adopté par le Conseil permanent en avril 1996 autorisait la Mission à « fournir une assistance et une expertise aux autorités croates à tous les niveaux, ainsi qu'aux personnes, groupes et organisations intéressés, dans le domaine de la protection des droits de l'homme et des droits des personnes appartenant à des minorités nationales. Dans ce contexte et afin de promouvoir la réconciliation, l'État de droit et la conformité avec les normes les plus élevées reconnues au niveau international, la Mission fournira également une assistance et des conseils sur la pleine mise en œuvre de la législation et surveillera le bon fonctionnement et le développement des institutions, des processus et des mécanismes démocratiques ». Le 14 juillet 1997, la résolution 1120 du Conseil de sécurité des Nations unies a invité le gouvernement de la République de Croatie à coopérer pleinement avec la mission de l'OSCE pour le retour de tous les réfugiés et personnes déplacées, la protection de leurs droits et la protection des personnes appartenant à des minorités nationales. Le budget annuel de la Mission en 2000 était de 21 086 900 euros. Outre le quartier général de Zagreb, la mission opérait à partir de trois centres de coordination à Vukovar, Sisak et Knin et de 14 bureaux sur le terrain. Dans la région de l'ancienne Slavonie orientale, de Baranja et de Syrmie occidentale, la mission a fait fonctionner le groupe de surveillance de la police pendant la période 1998-2000, mais l'a fermé en septembre 2000 en raison de la stabilité de la situation en matière de sécurité en Croatie, notamment dans la région du Danube. Le 21 décembre 2007, le Conseil permanent de l'OSCE a décidé de fermer la mission de l'OSCE en Croatie le 31 décembre 2007 et de ne conserver que le bureau de l'OSCE à Zagreb. Ce bureau a été fermé le 17 janvier 2012. La Croatie est devenue membre à part entière de l'OTAN en 2009 et de l'Union européenne en 2013.